# Elliptio producta
Elliptio producta är en musselart som först beskrevs av Conrad 1836.  Elliptio producta ingår i släktet Elliptio och familjen målarmusslor. IUCN kategoriserar arten globalt som livskraftig. Inga underarter finns listade i Catalogue of Life.